# Kevin Byard
Kevin Byard (Filadelfia, Pensilvania, 17 de agosto de 1993) es un jugador profesional estadounidense de fútbol americano que se desempeña en la posición de safety en Chicago Bears, equipo de la National Football League (NFL).

## Carrera
Fue seleccionado en la tercera ronda en la Reunión Anual de Selección de Jugadores de la NFL de 2016. Hizo su debut profesional con el equipo Tennessee Titans, en el cual jugó ocho temporadas (2016-2023), después pasó a Philadelphia Eagles (2023-2024), posteriormente a Chicago Bears, donde lleva jugando una temporada.